# Salvador Allende Gossens
Salvador Allende Gossens   (Santiago de Xile, 26 de juny de 1908 - Santiago de Xile, 11 de setembre de 1973) fou un metge i polític xilè. Va ser elegit president de la República de Xile l'any 1970, després d'aconseguir la victòria la coalició que encapçalava, l'anomenada Unidad Popular. El seu mandat com a president comprenia fins al 1976 però, el cop d'estat de l'onze de setembre de 1973 protagonitzat per sectors de militars contraris a les polítiques socialistes, amb el suport de sectors reaccionaris de l'extrema dreta i pels Estats Units, va finalitzar aquell període democràtic d'intenses reformes socials. La seva mort es va produir durant el bombardeig al Palau de la Moneda pels militars colpistes, durant el qual es va suïcidar, defensant fins al darrer moment el legítim govern que representava. Aquell tràgic final va commoure a tot el món i el va fer esdevenir com un polític exemplar.
Ha estat guardonat amb el premi Christa Leem (2007) del col·lectiu progressista català Un dels nostres i pel Premi Lenin de la Pau entre els pobles (1972).

## Origen i família

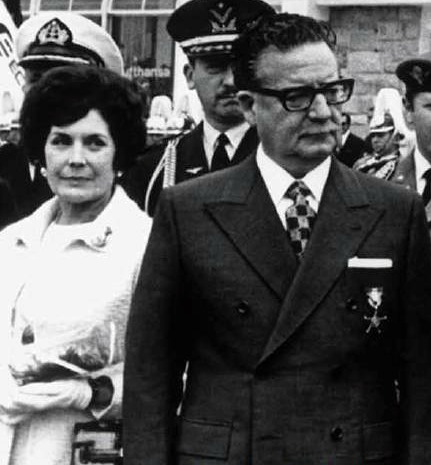
Salvador Allende acompanyat per la seva dona Hortensia Bussi.

L'origen dels Allende és basc. Els seus avantpassats arribaren a Xile durant el segle xvii, i van començar a destacar entre les famílies aristocràtiques a partir de la primera meitat del segle xix. De la seva família destacà el seu avi Ramón Allende Padín, anomenat «El Roig», radical i gran mestre de la maçoneria.
El seu fill Salvador Allende Castro va ser també radical i maçó. Va treballar com a funcionari públic i com a notari del port de Valparaíso. Es va fer conegut pel seu enginy, dots poètiques (igual que el seu pare), i el seu fanatisme pel procés de xilenització de Tacna i Arica.
Es va casar amb Laura Gossens Uribe filla d'un immigrant belga i una dama de la ciutat de Concepción. Els germans Allende Gossens van ser: Alfredo, Inés, Salvador i Laura, i per la mort dels dos darrers van haver dos nous Salvador i Laura.
La família d'Allende era de classe mitjana-alta, el seu pare va viatjar i es va traslladar amb la seva família arreu del país, a causa dels diferents càrrecs que ocupà a l'Administració pública. Per aquest motiu, els primers 8 anys de vida d'Allende es desenvoluparen a Tacna, en aquell moment en poder de Xile, arribant a la ciutat tot just complerts uns mesos. Salvador Allende Castro hagué d'assumir com advocat de la Cort d'Apel·lacions i secretari de la Intendència Regional, instal·lant-se amb la seva família en la propietat arrendada al carrer San Martín 238.
Allende va iniciar els seus estudis en la Secció Preparatòria del Liceu de Tacna, dirigit pel professor Julio Angulo. Es mostrava com un nen entremaliat i energètic, segons explica Zoila Rosa Ovalle, la nana que va cuidar a Allende en la infantesa i adolescència, i que va arribar a veure'l convertit en president. Ella l'anomenaria «Chichito», car el petit Allende no podia pronunciar el seu diminutiu corresponent, Salvadorcito. D'allí l'origen del sobrenom, el «Chicho Allende».
Després de 8 anys residint a Tacna, la família es va traslladar, per un petit període a Iquique el 1918. Valdivia seria la següent destinació, instal·lant-se el pare com advocat del Consell de Defensa de l'Estat el 1919. Va seguir els seus estudis en el Liceu de Valdivia, guanyant els malnoms de «pije» i «pollastre fi», per la seva alta posició social i la seva preocupada vestimenta, en comparació amb els seus congèneres.
El retorn a Valparaíso es va produir el 1921, en ser nomenat el pare advocat de la Cort d'Apel·lacions d'aquesta ciutat. Allí, Allende, mentre continuava els seus estudis en el Liceu Eduardo de l'Embarra, va conèixer a Juan Demarchi, vell sabater anarquista qui, segons les confessions del mateix Allende, exercí en ell una influència fonamental, especialment arran de les llargues converses que mantingueren, en les quals també jugaven a escacs, perfilant-se moltes de les futures banderes de lluita social que portaria el futur president de Xile. Alguns creuen, no obstant això, que aquesta relació està massa embellida i mitificada i que la influència del sabater hauria estat menor.
Va finalitzar els seus estudis secundaris el 1924 i va decidir fer el servei militar, que va fer al llarg d'un any en el Regiment de Llancers de Tacna. Va ingressar a la Universitat de Xile per a estudiar medicina, malgrat que tenia dubtes entre seguir aquesta carrera o la de dret. Va viure amb la seva tia paterna, Anita, per a després menar una vida d'inestabilitat residencial, visquent de pensió en pensió. A pesar d'aquesta relativa precarietat, va seguir sent el «fatxenda». Va obtenir un cinc de nota de mitjana en finalitzar els seus estudis. Escola de Medicina de la Universitat de Xile. Certificats d'Exàmens Finals, anys 1926-1931. La seva tesi doctoral, de 1933, "Higiene mental i delinqüència" ha estat publicada el 2005 per l'Editorial CESOC, de Santiago de Xile.

## Inici en la política
Salvador Allende va entrar al col·legi de Valdivia, on destacà per la cura que tenia en el vestir (qualitat que li duraria tota la vida). Era l'encarnació del "pije", les noies li deien el "pollo fino".
Va destacar, també, com alumne i líder estudiantil. L'any 1926 ingressa a l'Escola de Medicina de la Universitat de Xile, on es titula de metge cirurgià.
En aquesta època, coneix el pensament i ideari socialistes. Serà catequitzat en elles per José Demarchi, vell sabater anarquista. El va infondre durant llargues converses, deixant-li llibres de Bakunin, Kropotkin, Lafargue, Malatesta. Inicia la seva vida política en el grup estudiantil de la Universitat de Xile, Avance, de tendència esquerrana. Tot i això, és expulsat del grup per les seves idees democràtiques, ja que quan un Cop d'Estat va treure del poder al president Juan Esteban Montero, i va implantar l'anomenada "República Socialista", ell defensava la legalitat i constitucionalitat a la tribuna de l'Avance. L'expulsen per 395 vots contra 5.

## Vida política
El 1933, havent abraçat els ideals de justícia social i llibertat, que professaria tota la seva vida, participà en la fundació del Partit Socialista de Xile, amb el qual es mantindrà sempre fidel. L'etapa política d'Allende donava inici i no s'aturaria fins a l'11 de setembre de 1973. Paral·lelament a la seva vida militant, era director de l'Associació Mèdica de Xile a Valparaíso i membre del Directori Nacional d'aquesta organització, es va convertir, el 1935, en editor del Butlletí Mèdic de Xile i organitzador de la Revista de Medicina Social de Valparaíso.
Durant el govern del general Carlos Ibañez, del qual és un gran opositor, és relegat a Caldera. Des d'allà torna a Valparaíso per a presidir el Front Popular de Xile, coalició amb la qual va guanyar el seu primer escó al Congrés Nacional com a diputat per Valparaíso i Aconcagua.
El 1939, després del triomf del president Pedro Aguirre Cerda, aquest li demana que es faci càrrec del Ministeri de Salubritat, Previsió i Assistència Social. Entre les seves fites en la seva època de ministre, segons el seu compte al Congrés de 1940, es descriuen la producció i distribució de medicaments contra diferents malalties, reduccions de les morts per tifus, pressupost de dos milions de pesos per a centres d'higiene públics, expansió del servei dental a les escoles i lliurament d'aliments per als estudiants. Uns mesos després que el Partit Socialista va deixar el Front Popular, Allende es va retirar del Ministeri, assumint com a vicepresident de la Caixa d'Assegurança Obrera Obligatòria.
El 1940, contrau matrimoni amb Hortènsia Bussi, unió de la qual naixeran tres filles: Carmen Paz, María Isabel i Beatriz.
El 1942 és nomenat Secretari general del Partit Socialista, essent elegit, l'any 1945, senador per Valdivia, Llanquihue, Chiloé, Aysén i Magallanes, províncies del sud del país.
Des del 1949 fins al 1963 presideix el Col·legi Mèdic de Xile. El 1952 s'enfronta a la seva primera postulació presidencial, en la qual obté tan sols un 5% dels sufragis. Aquest fracàs no impedirà que l'any següent renovi el seu escó al Senat, amb representació per Tarapacá i Antofagasta, al nord del país. A partir d'aquest moment, la seva vida política es desenvolupa en un continu intent d'arribar a la presidència de Xile.
El 1958 torna a disputar la presidència de la Nació, essent altra volta derrotat per una estreta diferència de vots, contra l'independent de dretes, Jorge Alessandri. Aquest cop el triomf d'Allende va estar més a prop. El 1961 obté un escó al Senat per la seva ciutat natal, Valparaíso, després d'una gran campanya. Finalment, i després d'haver estat derrotat per segona vegada en la lluita per la presidència, Salvador Allende es va autoimposar el desafiament de ser elegit en una zona tradicionalment difícil per a les forces d'esquerra, resultant victoriós.
Novament, competeix per la presidència l'any 1964. L'elegit serà el democratacristià Eduardo Frei Montalva, que va obtenir una gran majoria per a la seva "revolució en llibertat". El cert era que la imminent victòria d'Allende preocupava a la dreta que va acabar votant al Partit Demòcrata Cristià més que al seu candidat. Tot i això, Allende suma un important nombre de sufragis.
Es constitueix en el símbol nacional del socialisme moderat, exercint des de 1966 la presidència del Senat de forma tan equilibrada que, quan l'abandona, fins i tot el diari El Mercurio, gran enemic seu, li va retre homenatge. El 1969, renova de nou el seu mandat parlamentari com a senador per Chiloé, Aysén i Magallanes.

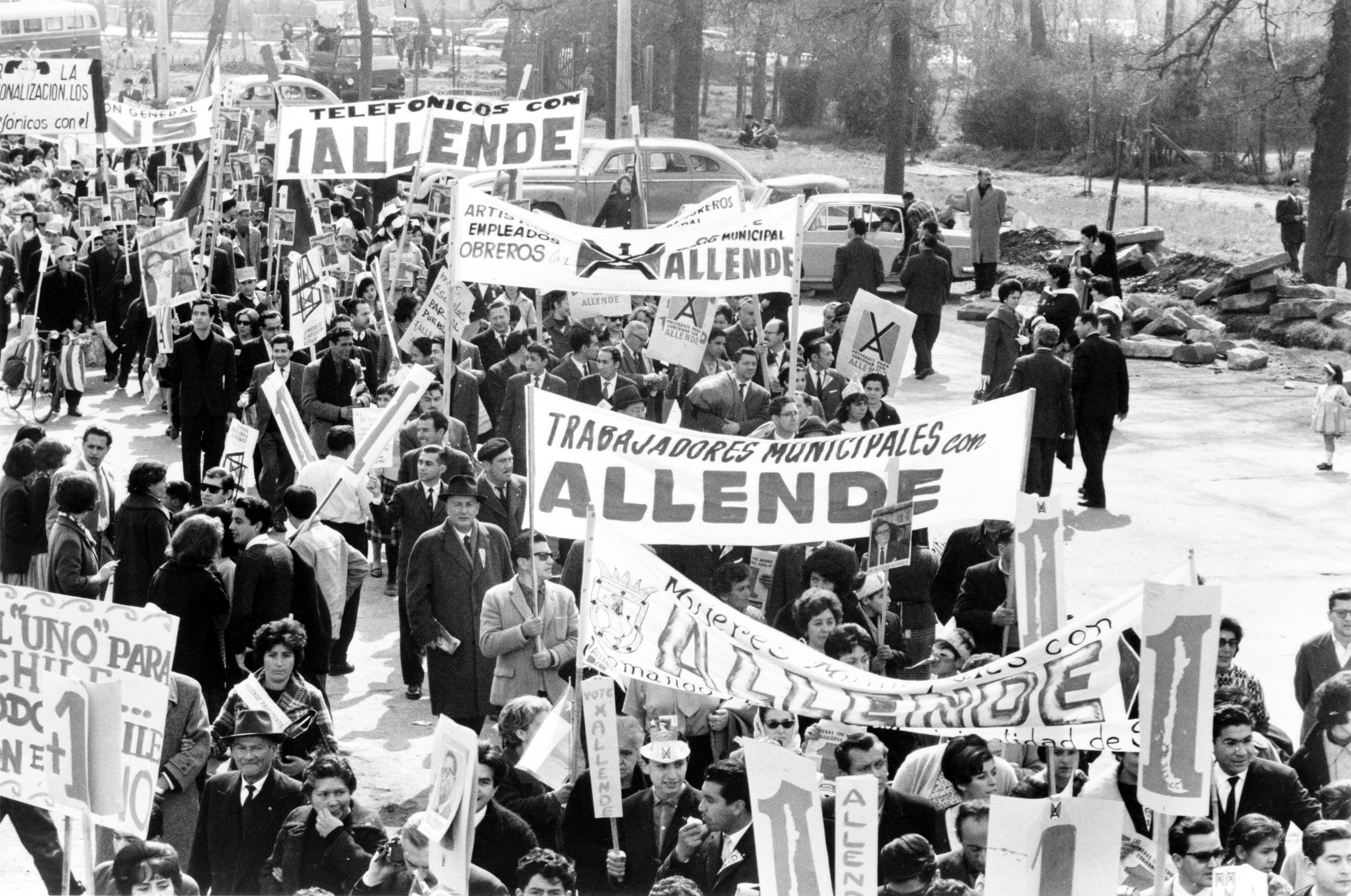
Manifestació en suport al president Allende

El 4 de setembre del 1970, Salvador Allende obté la primera majoria relativa en les eleccions presidencials amb el suport de la coalició de la "Unidad Popular", integrada principalment per socialistes i comunistes amb una ideologia de centreesquerra. Les eleccions presidencials es van celebrar en un clima d'ordre i tranquil·litat i, passada la mitjanit, es va saber els resultats dels comicis: Allende: 36,6%, Alessendri: 34,9%, Tomic: 27,8%. La confiança dels alessandristes va esdevenir por a un govern socialista, mentre els allendistes i, fins i tot, diversos democristians sortien al carrer a expressar la seva alegria. D'aquesta manera, s'iniciava un tortuós camí destinat a obtenir que el Congrés Nacional ratifiqués el triomf de les urnes, això succeïa sempre que no s'obtenia la majoria absoluta, perquè els parlamentaris optin entre les dues primeres majories relatives, ja que no hi ha segona volta.

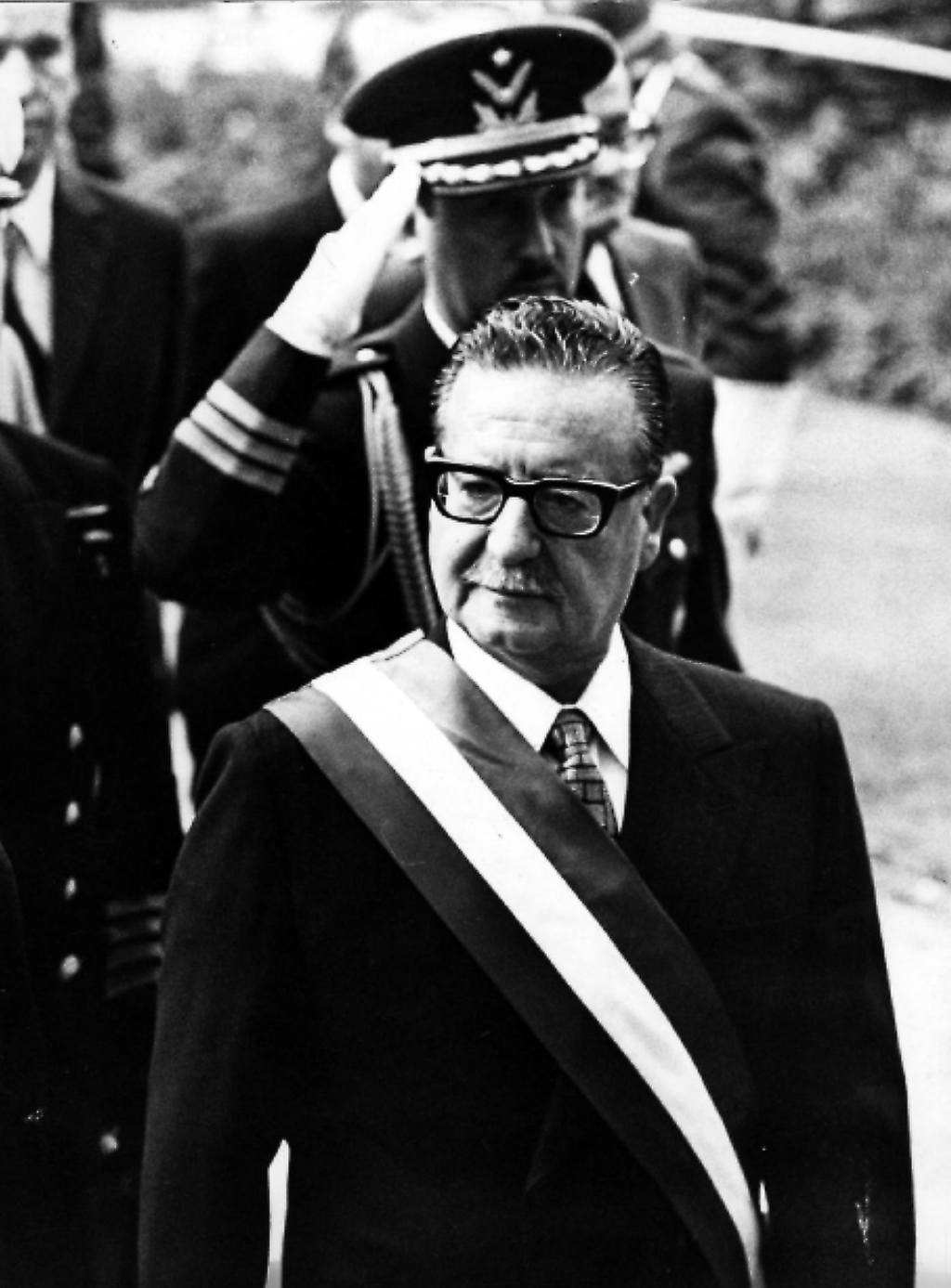
Salvador Allende amb la banda presidencial

A Washington, Richard Nixon va ordenar evitar que Allende assumís la presidència. La CIA va organitzar dos plans per detenir l'elecció d'Allende al Congrés Ple.
L'assassinat del Comandant en Cap de l'Exèrcit, René Schneider (militar que respectava les lleis i la Constitució, defensant la funció apolítica de les forces armades) per grups d'extrema dreta finançats per la CIA, va facilitar un acord amb la Democràcia Cristiana que va permetre l'elecció d'Allende com a President de la República.
El 24 d'octubre, a les 10:39 h, es va iniciar la votació del Congrés, dirigit pel president del Senat, Tomás Pablo. Van votar 195 parlamentaris. En finalitzar el recompte, el secretari de la Càmera, Pelagio Figueroa; va anunciar: Salvador Allende Gossens, 153 vots; Jorge Alessandri Rodríguez, 35 vots; en blanc, 7 vots.
Tomás Pablo va tancar la sessió declarant: «D'acord amb els articles 64 i 65 de la Constitució Política, el Congrés Ple proclama president de la República pel període comprès entre el 3 de novembre de 1970 i el 3 de novembre de 1976 al ciutadà Salvador Allende Gossens. S'aixeca la sessió».
Salvador Allende va assumir el mandat, enmig de l'expectació nacional i internacional, el 4 de novembre de 1970, iniciant-se així la denominada "via xilena al socialisme", batejada gràficament com "la revolución de empanada y vino tinto", atenent al particular caràcter del triomf de l'esquerra xilena, obtingut netament a les urnes com a resultat del suport massiu dels ciutadans al procés de les reformes que va proposar per al país.

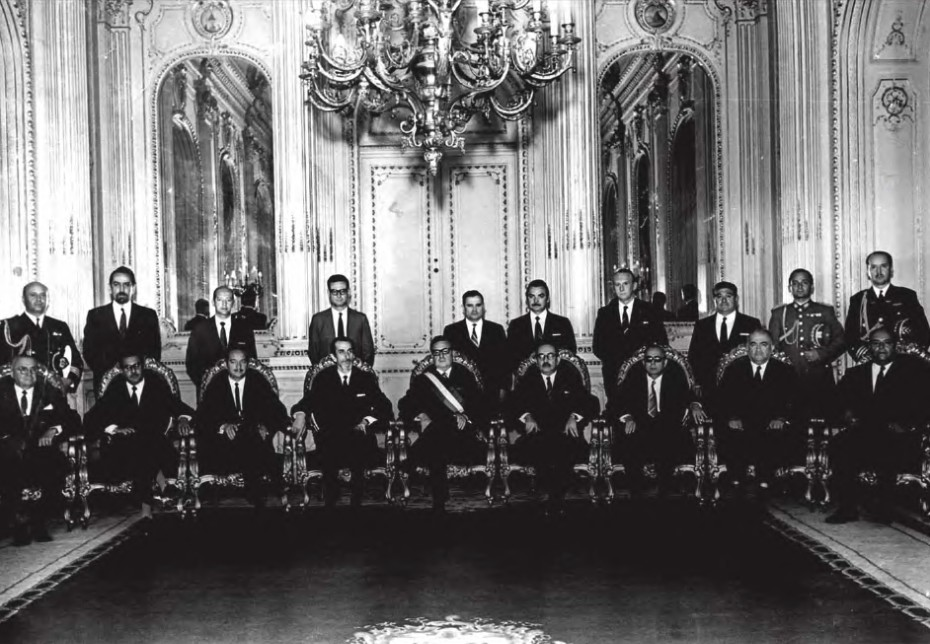
Allende i els seus ministres al Palau de la Moneda

Durant l'anomenat govern popular, el suport del poble augmenta a conseqüència de les reformes socials i econòmiques que s'inicien i, al mateix temps, controla tota la campanya desestabilitzadora iniciada per la dreta i la Democràcia Cristiana.
El 4 de novembre de 1971, un any després d'iniciar-se el mandat, va anunciar en una al·locució pública, els pilars de la "via xilena al socialisme", que serien la nacionalització de la banca, la intervenció i expropiació de 70 empreses monopolístiques, i la profundització de la reforma agrària.
La Unidad Popular obté la majoria absoluta dels vots en les eleccions municipals del 1971 i més del 43% dels sufragis en les parlamentàries de 1973, superant àmpliament els anteriors resultats electorals de 1970. La coalició de dretes va fracassar en el seu intent de provocar una acusació constitucional contra Allende, per a la qual requeria dos terceres parts del Congrés. A partir d'aquell moment es van fer la idea del difícil que seria derrocar a Allende per la via democràtica, de manera que iniciaren una campanya destinada a exaltar als militars enfront del govern constitucional. Davant d'aquesta situació, Allende va planejar convocar a un plebiscit sobre la seva permanència en el càrrec de President. El plebiscit hauria consultat als xilens sobre el seu mandat i el President hauria renunciat si el resultat li hagués estat negatiu. Si el resultat del plebiscit hagués estat a favor de la permanència d'Allende a la Presidència, presumiblement hauria disminuït la probabilitat d'un cop d'estat. Si el resultat del plebiscit hagués estat advers a Allende, s'hauria retirat amb el cap en alt per deixar el seu mandat per designi de la ciutadania i no per les pressionis opositores. El President va arribar a confessar la seva estratègia al llavors Comandant en Cap de l'Exèrcit, Augusto Pinochet, nomenat pel mateix Allende.

### 11 de setembre de 1973: la fallida de la democràcia.
Davant d'aquell clima d'agitació provocat pels sectors reaccionaris amb el suport exterior dels Estats Units dins del context històric de la guerra freda, es va crear un ambient de crispació favorable per a l'esclat del Cop d'Estat que l'11 de setembre de 1973 va posar fi al govern popular i va desencadenar una ona de persecució i mort que va tenyir de sang els carrers de Xile.
Durant la matinada de l'11 de setembre, l'esquadra -que havia salpat el dia anterior per tal de participar en unes maniobres navals internacionals (UNITAS)- va reaparèixer a Valparaíso i les Forces Armades van prendre la ciutat. El prefecte de Valparaíso, Luis Gutiérrez, va trucar per telèfon (la seva línia es va deixar lliure a propòsit) per avisar el subdirector de Carabiners, general Jorge Urrutia, que la infanteria de marina estava als carrers i havia començat a prendre posicions de combat. Urrutia va telefonar a Allende, que es trobava a la seva residència de Tomàs Moro. Allende, calmat, va demanar ubicar Pinochet i Leigh, però eren inubicables.
A les 7:15, Allende, amb el seu Fiat 125, i el GAP (Grup d'Amics Personals) es van enfilar cap al Palau de la Moneda, arribant vint minuts després. Carregava amb un fusell AK-47 (regal de Fidel Castro) i el GAP va ingressar al palau de Govern dues metralladores i tres llançagranades RPG-7, a més de les seves armes personals.

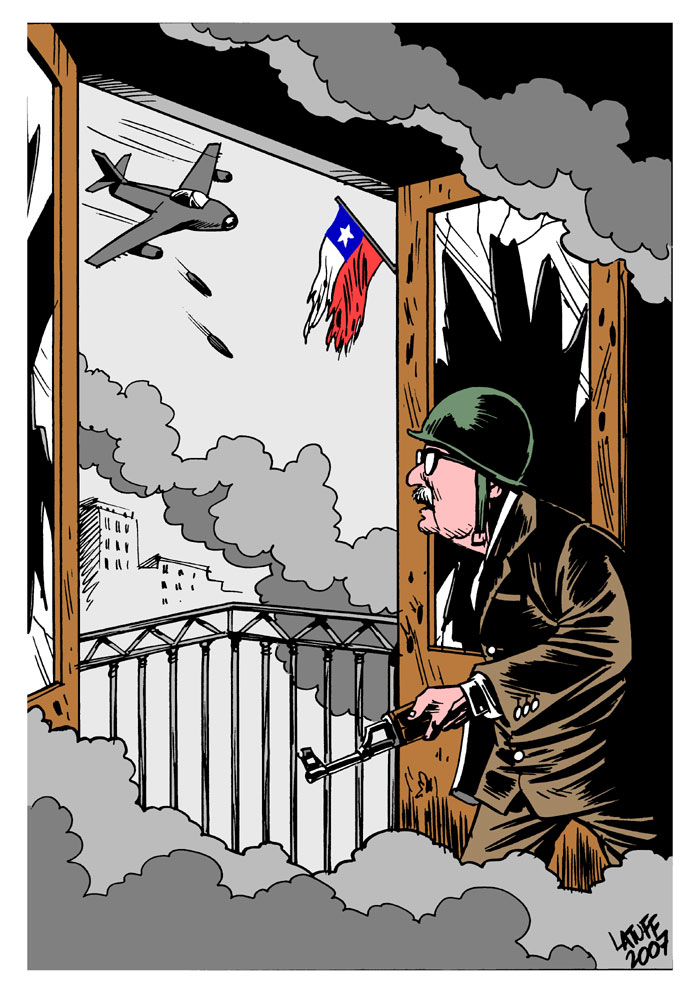
Dibuix de Carlos Latuff que representa Allende defensant el Palau de la Moneda durant el cop d'estat.

Paral·lelament, va arribar a aquesta hora Pinochet al Comandament de Comunicacions, amb retard. Es van organitzar les xarxes de comunicacions amb les altres branques de les Forces Armades, especialment amb Leigh, que es trobava a l'Acadèmia de Guerra Aèria, i amb Patricio Carvajal, que seria el coordinador de tot el cop.
Sepúlveda, director general de Carabiners, va arribar a la Moneda i l'hi va assegurar que Carabiners seguia fidel al govern. Ho ignorava, però Carabiners es trobava controlat pels generals Mendoza i Yovane.
La Cadena Democràtica (controlada pels militars colpistes), va emetre la primera proclama militar. Allende havia de fer lliurament immediat del seu càrrec a la Junta de Govern, integrada pels caps suprems de les Forces Armades: Pinochet, Leigh, Merino i Mendoza (els dos últims recentment autoproclamats com a caps suprems de les seves branques, Armada i Carabiners respectivament). Se li va donar també al president un ultimàtum: si la Moneda no era desallotjada abans de les 11.00, seria atacada per terra i aire. Carrabiners va retirar les tanquetes i el personal situat enfront del palau de govern.
Els militars van contactar amb la Moneda i van proposar treure del país al president, però Allende va rebutjar l'oferta. Pinochet va contactar amb Carvajal, qui l'hi va indicar la negativa del president a rendir-se.
A les 9.55, els tancs del general Palacios van ingressar al perímetre de la Moneda. Franctiradors ubicats als edificis veïns els van tractar de rebutjar i es va iniciar un tiroteig. A les 10:15, a través de ràdio Magallanes -l'única pro govern que encara no era silenciada- Allende va emetre el seu últim missatge a la Nació, el de "las grandes alamedas" adreçat als ciutadans xilens, especialment als treballadors, pagesos, a les dones i als joves.
A les 10:30, els tancs van obrir foc contra la Moneda. Els van seguir les tanquetes i la infanteria, foc que va ser respost pels membres del GAP i els franctiradors apostats als edificis veïns.
Carvajal es va comunicar novament amb Pinochet, informant de la intenció de parlamentar. Pinochet va exigir una "rendició incondicional".

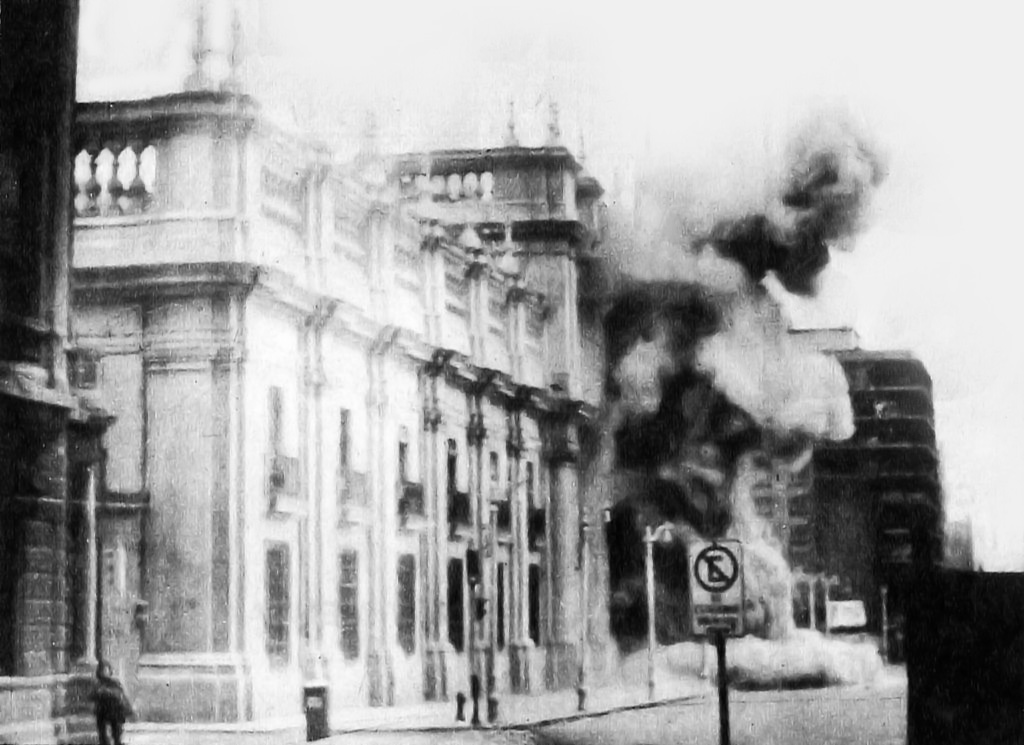
Bombardeig del Palau de La Moneda

A les 11:52, els caces bombarders Hawker Hunter van iniciar el seu atac a la Moneda, disparant en quatre oportunitats sobre la casa de Govern: els danys causats eren devastadors. Dos avions també van bombardejar la residència presidencial del carrer Tomas More.
L'atac al palau de govern va prosseguir amb l'ús de gasos lacrimògens, però en veure que la Moneda encara es negava a rendir-se, el general Palacios va decidir prendre-la i va enviar un grup de soldats a enderrocar la porta del Palau. Eren les 14:30 de la tarda.
Allende va decidir rendir-se i deposar les armes. Va fer sortir a tots els seus acompanyants en fila per tal de rendir-se als soldats. Llavors Allende es retirà i (segons el testimoni d'un dels seus metges, Patricio Guijón, que va tornar per emportar-se la seva màscara antigàs) amb el fusell AK-47, es va suïcidar disparant-se sota la barbeta i morint instantàniament. Palacios va entrar al Saló Independència i es va trobar amb Allende i el metge Guijón. Va cridar a l'oficial de ràdio i l'hi va lliurar el seu breu informe: «Missió complerta. Moneda presa, president mort ». Al seu torn Carvajal, diu per ràdio a Pinochet:
| «                                           | "Hi ha una comunicació, una informació del personal de l'Escola d'Infanteria que ja es troben dintre de la Moneda. Per la possibilitat d'interferència, la vaig a transmetre en anglès:They say that Allende committed suicide and is dead now(Diuen que Allende es va suïcidar i ara és mort)" | » |
| — Patricio Carvajal, 11 de setembre de 1973 | |   |

Tot i això, hi ha diverses hipòtesis que sostenen la teoria de l'assassinat i, per tant, del magnicidi que haurien comès els assaltants del palau presidencial.
A les 18:00, es va conformar la Junta de Govern. A excepció d'unes protestes en llocs aïllats de Santiago, la junta dominava tot el país. La Unitat Popular i el seu president havien mort, iniciant-se disset anys de govern militar.

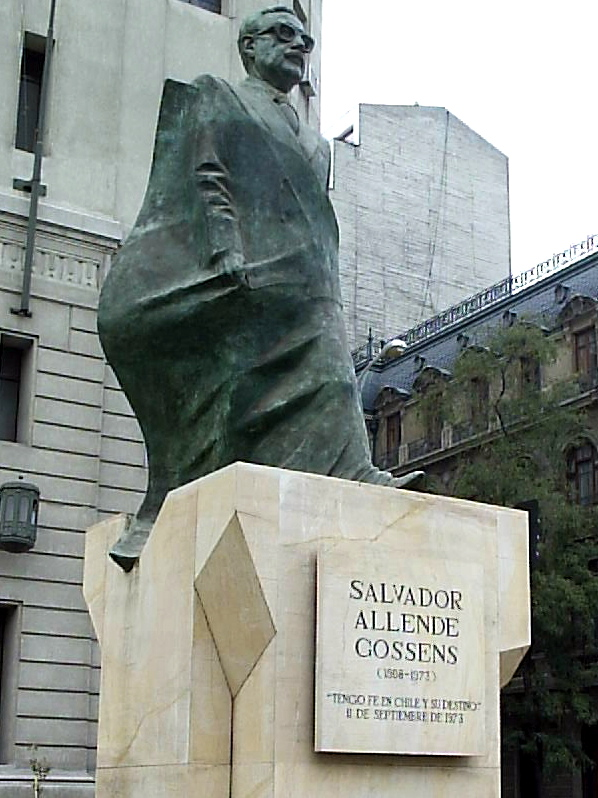
Estàtua de Salvador Allende davant del Palau de la Moneda

Durant bona part d'aquell tràgic matí, el president Allende es comunicava sovint amb el poble emeten diferents missatges per Radio Corporación i Radio Magallanes (les úniques que encara estaven a l'aire) per explicar la situació:
"(...)Companys que m'escolteu:
La situació és crítica, fem front a un cop d'Estat en què participa la majoria de les Forces Armades. En aquesta hora fosca us vull recordar algunes de les meves paraules dites l'any 1971, us les dic amb calma, amb absoluta tranquil·litat, jo no tinc pasta d'apòstol ni de messies. No tinc condicions de màrtir, sóc un lluitador social que compleix la feina que el poble m'ha donat. Però que ho entenguin aquells que volen fer anar enrere la història i ignorar la voluntat majoritària de Xile; sense tenir carn de mártir, no faré ni un pas enrere. Que ho sàpiguen, que ho sentin, que s'ho gravin profundament: deixaré La Moneda quan compleixi el mandat que el poble em va donar, defensaré aquesta revolució xilena i defensaré el Govern perquè és el mandat que el poble m'ha entregat. No tinc cap altra alternativa. Només cosint-me a trets podran impedir la voluntat que és fer complir el programa del poble. Si m'assassinen, el poble seguirà la seva ruta, seguirà el camí potser amb la diferència que les coses seran molt més dures, molt més violentes, perquè serà una lliçó objectiva clara per a les masses que aquesta gent no s'atura davant de res. Jo comptava amb aquesta possibilitat, ni l'ofereixo ni la facilito. El procés social no desapareixerà perquè desaparegui un dirigent. Podrà endarrerir-se, es podrà allargar, però al final no es podrà aturar. Companys, estigueu atents a les informacions als vostres llocs de treball, que el company President no abandonarà al seu poble ni el seu lloc de treball. Romandré aquí a La Moneda fins i tot si em costa la meva pròpia vida. (...)"
"(...)En aquests moments passen els avions. És possible que ens disparin. Però que sàpiguen que som aquí, com a mínim amb el nostre exemple, que en aquest país hi ha homes que saben complir amb l'obligació que tenen. Jo ho faré per mandat del poble i pel mandat conscient d'un President que té la dignitat del càrrec entregat pel seu poble en eleccions lliures i democràtiques. En nom dels interessos més sagrats del poble, en nom de la Pàtria, us crido per a dir-vos que tingueu fe. La història no s'atura ni amb la repressió ni amb el crim. És una etapa que serà superada. Aquest és un moment dur i difícil: és possible que ens esclafin. Però el demà serà del poble, serà dels treballadors. La Humanitat avança cap a la conquesta d'una vida millor. (...)"
(...)"Segurament Radio Magallanes serà silenciada i el metall tranquil de la meva veu no us arribarà. És igual. La seguireu sentint. Sempre seré al vostre costat. Com a mínim el meu record serà el d'un home digne que va ser lleial a la Pàtria."(...)
Tal com ell va dir en els últims mesos -quan ja es respirava l'ambient d'un imminent cop d'estat- que no deixaria la Moneda fins que no complís el mandat que li va conferir el poble i que només el farien fora abatent-lo. D'aquesta manera va deixar el seu llegat incommensurable per a les futures generacions. El seu nom i la seva memòria han anat creixent al llarg del temps, essent objecte de reconeixement arreu del món. A Xile molts carrers, museus, escoles, consultoris i publicacions duen el nom de l'insigne estadista que, per més de mig segle, va prestigiar la política xilena, convertint-se en exemple de conseqüència i convicció democràtica i socialista.

## Funerals

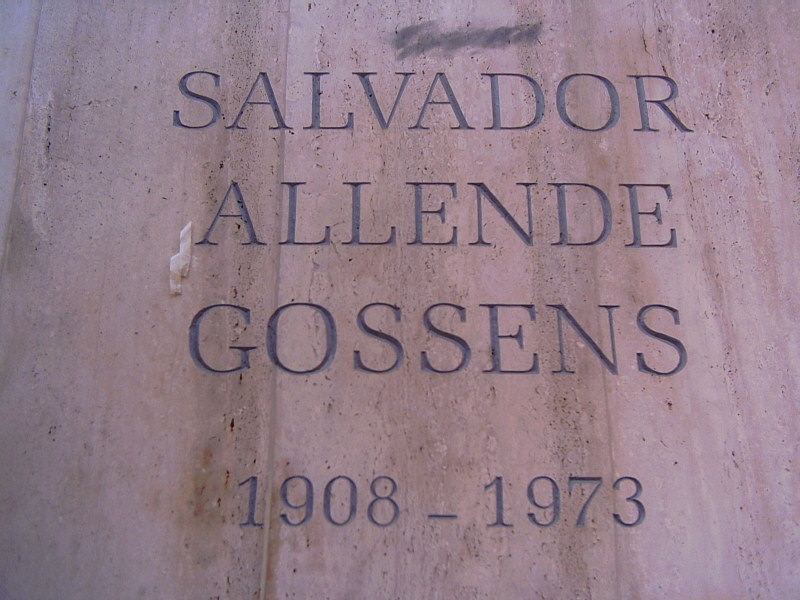
Tomba d'Allende, al cementiri General de Santiago

Salvador Allende va ser enterrat amb molta discreció al cementiri de Viña del Mar, sense una placa que identifiqués la seva sepultura. Quasi 18 anys després de la seva tràgica mort, el 4 de setembre de 1990, per ordre del president Patricio Aylwin, Salvador Allende va rebre un nou funeral, però aquest cop multitudinari i amb els corresponents honors de cap d'Estat, que li corresponien com a exmandatari, i fou sepultat en una gran tomba al cementiri General de Santiago de Xile.